# Fuglebjerg (by)
 For alternative betydninger, se Fuglebjerg. (Se også artikler, som begynder med Fuglebjerg)
Fuglebjerg ligger på den vestligste del af Sydsjælland og er en by med 2.269 indbyggere  (2024), beliggende i Fuglebjerg Sogn mellem Næstved og Slagelse. Byen ligger i Næstved Kommune og tilhører Region Sjælland.
Egnen er også kendt som herregårdenes land. I kommunen findes: Førslevgaard (1374), Fuglebjerggaard (ca. 1390), Kastrupgård, Gunderslevholm (1333) og Fyrendal (ca. 1370).
Området har altid været domineret af landbrug, hvilket endnu i dag er egnens vigtigste erhverv. Byen var indtil 1. januar 2007 hovedby i Fuglebjerg Kommune.

## Navnet
Fuglebjergs navn har gennem tiderne undergået omtrent lige så mange forandringer, som byen har skiftet besiddere. I tidligere tider ejede beboerne nemlig ikke selv den jord, de beboede, men både Fuglebjerg og de omliggende byer var da i besiddelse af lensmænd, som fik disse overdraget af kronen, ofte uden afgift – og ofte på de besynderligste vilkår.
I 1321-23 og 1370 nævnes byen under navnet Withfuglæbyergh, 1449 Fullæberg, i 1527 Vithfuglæbyerg (Vedtfugleberge) og i 1613 Fuglebierg. Forleddet i Vithfuglæbyerg fra 1527 kan betyde skov og er i slægt med ord som ved og vidje, mens "vidd(j)efugl (tysk: "Wiedehopf", islandsk: "Veiðihoppa") betyder hærfugl. Navnet henviser muligvis til, at hærfugle byggede reder i de træer, der stod på bakken, hvor byen blev anlagt. En anden tolkning er, at Fuglebierg fra 1613 betyder "Bakken med Skovfugle". Stednavneforskeren Bent Jørgensen nævner withfughl = skovfugl, men peger på 'with' som præpositionen 'ved'. (Ved) bakken med fuglene.
Egnen er også kendt som herregårdenes land. I kommunen findes: Førslevgård (1374), Fuglebjerggård (ca. 1390), Gunderslevholm (1333) og Fyrendal (ca. 1370).
Da landsbyerne ligger tæt, er der derfor mange kirker i kommunen, 10 i alt. I Arløse har også ligget en kirke, men den blev ved et kongeligt dekret nedlagt i 1562 under Frederik 2.

## Historie
Den tidligste kendte omtale af Fuglebjerg stammer fra 1370.

### Landbruget
Landbrug har op gennem tiden været det altdominerende erhverv, i anden halvdel af 1700-tallet boede ca. 80 % af befolkningen på landet. Bortset fra den jord der tilhørte kronen, præstegårde og det beskedne antal selvejergårde, henlå al landbrugsjord under landets ca. 780 hovedgårde. Meget store ejendomme oprettes som grevskaber eller baronier med mellem 2500 og 1000 tdr. htk. De betragtedes som selvstændige amter og havde egen juridiktion (Holsteinborg). Hovedgårdene blev drevet ved hjælp af det arbejde som godsets fæstere var pligtige til at yde. Bøndergodset som groft anslået udgjorde ¾ af det samlede tilliggende bestod af et antal gårde og huse bortforpagtet til fæstebønder, daglejere og håndværkere. Fæsterne dyrkede først og fremmest deres egen jord og erlagde derfor fæsteafgift til godsejeren, dels i form af penge og naturalier, dels af hoveriarbejde på hovedgården (spanddage/gangdage). Landsbyjorden blev dyrket i fællesskab, hvor hver gård havde mange lodder i bymarken.

### Christian V's Matrikel 1688 og tidligere matrikler
Kommissionsmatriklen af 1661-1662 var ikke tilfredsstillende og blev kasseret i 1663. Amtsstuematriklen af 1664 blev udarbejdet på grundlag af indsendte jordebøger til Rentekammeret (skattegrundlag). Det blev dog hurtigt klart, at denne ikke udgjorde et retfærdigt skattegrundlag. Derfor kom Christian V's Matrikel i 1688.
I 1682 havde landsbyen Fuglebjerg 14 gårde, 9 huse med jord og 1 hus uden jord. Det dyrkede land udgjorde 439,7 tønder land, skyldsat til 105,06 tdr htk. Driftsformen var trevangsbrug.
Tidligere matrikler er Landmålingsmatriklen af 1688 (Ole Rømer) og Matrikelopmåling 1768 (ny jord under kultur).

### Stavnsbåndet 1733 – 1788
Stavnsbåndet blev indført under lavkonjukturen for at holde gårdene besat og for at skaffe de fornødne landsoldater. Loven bød at ingen bonde i alderen 14-36 år måtte forlade det gods hvor han var født, (vornedskabet -.gjaldt kun på Sjælland og Fyn) i 1764 udstrakt til at gælde i alderen 4-40 år (ophævedes igen i 1788), for helt at bortfalde i 1800, så var herremanden aldrig så hård, kunne bonden nu ikke gribe til den eneste udvej han hidtil havde haft, at rejse et andet sted hen. Da det blev ophævet i 1788 af Kronprins Frederik, senere kong Frederik den Sjette, var bønderne ikke længere i herremandens vold, og voksne mænd og drenge kunne nu som andre folk igen bosætte sig hvor i landet han ville, men bønderne måtte stadig yde hoveri.

### Udskiftningen
De første forordninger vedrørende udskiftning kom i 1760'erne. Emnet var her udskiftning af overdrev og bymarker landsbyerne imellem og lodsejerne indbyrdes, men der var endnu ikke tale om en ophævelse af dyrkningsfællesskabet. Først i 1788 blev det bestemt at landsbyernes jorder skulle udskiftes. Hidtil havde bønderne dyrket smalle stykker af jord på op til 30-40 forskellige steder rundt om på bymarken, ofte så smalle så det var umuligt at vende med hest og plov uden at komme ind på naboen stykke. DE skulle nu opmåles og hver gård have sin jord samlet i et stykke. Dette blev et kæmpe arbejde, idet det naturligvis voldte store kavaler at gøre alle tilfredse. Men det lykkedes endelig gennem årene 1790-1805, idet alle indså at det var en fordel selv at kunne bestemme hvornår man ville pløje, så eller høste på sin jord. Hvorimod man før skulle samles for at bestemme hvornår arbejdet skulle sættes i gang, idet det skulle være samtidig på alle de samle jordstykker. Ved udskiftningen blev jordene samlet i stjerneformede stykker ud for de gårde som de skulle tilhøre. Nu voldte det problemer med de marker som lå længst væk fra landsbyen, for nu ville nogle få lang vej til deres jordlod, og de skulle færdes ind over andres marker. De mest fremsynede af landboreformens mænd fik også løst dette problem, idet nogle gårde kunne flyttes ud af byen. Det voldte stor modstand, idet man levere mere trygt inde i landsbyen. Helt derude på udmarken mente man, at der huserede trolde, røvere og spøgelser, og man kunne ikke så let forsvare sig mod fjenden, hvis han kom til landet. Enden på det blev, at man tvang de bønder med de mest faldefærdige gårde til mere eller mindre frivilligt at flytte ud, ellers benyttede man sig af lodtrækning.

### Vejbyen
Efter næringsfrihedens indførelse udviklede Fuglebjerg sig til et betjeningsmidtpunkt for de omgivende områder, til dels fremmet ved beliggenheden i et vigtigt vejskæringspunkt: Omkring 1855 blev byen beskrevet således: "Byen Fuglebjerg ved Landeveien fra Nestved, hvor denne deler sig til Slagelse og Skjelskør, med Kirken af almindelig Bygning, Skole, Kro", mens den i begyndelsen af 1870-erne beskrives således: "Byen Fuglebjerg ved Landeveien fra Nestved, hvor denne deler sig til Slagelse og Sorø, med Kirken, Skole, Kro, Apothek, Postexpedition, 2 Kjøbmandshandler, 2 Farverier, Bageri, Ølbryggeri og forskjellig Haandværksdrift". Omkring århundredeskiftet skildredes byen således: "I Sognet den store By Fuglebjærg .., ved Landevejen, hvor denne deler sig, med Kirke, Skole, Pogeskole, Missionshus (opf. 1883), 2 Forsamlingshuse (opførte 1889), Apotek, 2 Læger, Filial af Sparekasse for Grevsk. Holsteinborg og Omegn, Postkontor med Telegrafstation, Telefonstation, Markedsplads (2 Markeder, 1 i April og 1 i Okt.), Kro, Bageri, Bryggeri, Vognfabrik, Farveri, flere handlende og Haandværkere osv. Fuglebjærg er Valgsted for Sorø Amts 5. Folketingskreds. Paa en aaben Plads et Monument — en Marmorbuste paa Sokkel — for Fr. VII, rejst 1868. Desuden Ellebæks Gaarde og Fuglebjærglund Huse med Mølle." Fuglebjerg forblev en vejby, og de sent anlagte jernbaner kunne ikke skabe stationsbyer, der kunne gøre Fuglebjerg rangen stridig.
I 1930 var indbyggernes næringssammensætning følgende: 96 levede af landbrug, 261 af industri og håndværk, 106 af handel, 71 af transport, 46 af tjenesteydelser, 74 af husgerning, 98 var ude af erhverv mens 8 ikke opgav indkomstkilde.

### Indbyggertal
Fuglebjergs trivsel bevidnes af indbyggertallets udvikling:
| År   | Antal boliger | Antal indbyggere |
| ---- | ------------- | ---------------- |
| 1901 | -             | -                |
| 1906 | -             | 474              |
| 1911 | 82            | 511              |
| 1916 | 92            | 555              |
| 1921 | -             | 650              |
| 1925 | -             | 737              |
| 1930 | 217           | 760              |
| 1935 | 238           | 812              |
| 1940 | -             | 780              |
| 1945 | 270           | 854              |
| 1950 | -             | 918              |
| 1955 | -             | 931              |
| 1976 | -             | 1.445            |
| 1981 | -             | 1.717            |
| 1986 | -             | 1.714            |
| 1989 | -             | 1.771            |
| 1996 | -             | 1.816            |
| 2000 | -             | 1.869            |
| 2004 | -             | 1.957            |
| 2008 | -             | 2.001            |

note: – angiver, at oplysninger mangler

## Fuglebjergs burn-outs
I 2008 blev byen uofficielt kaldt "Smoke City" , da den lagde gader til et burn-out af samme navn. Navnet fik den af lokale unge, der påstod, at byen pga. mange dækafbrændinger var dækket af røg.